# Folke Fjällström
Nils Folke Fjällström, född 10 december 1940 i Undersåkers lappförsamling, Jämtlands län, är en svensk-samisk slöjdare och skulptör.
Folke Fjällström växte upp i sydsamisk miljö. Han bor och arbetar i Vålådalen. Han fick arbetsstipendiet till Asa Kitoks minne 2013. Fjällström finns representerad vid Nationalmuseum i Stockholm.

## Offentliga verk i urval

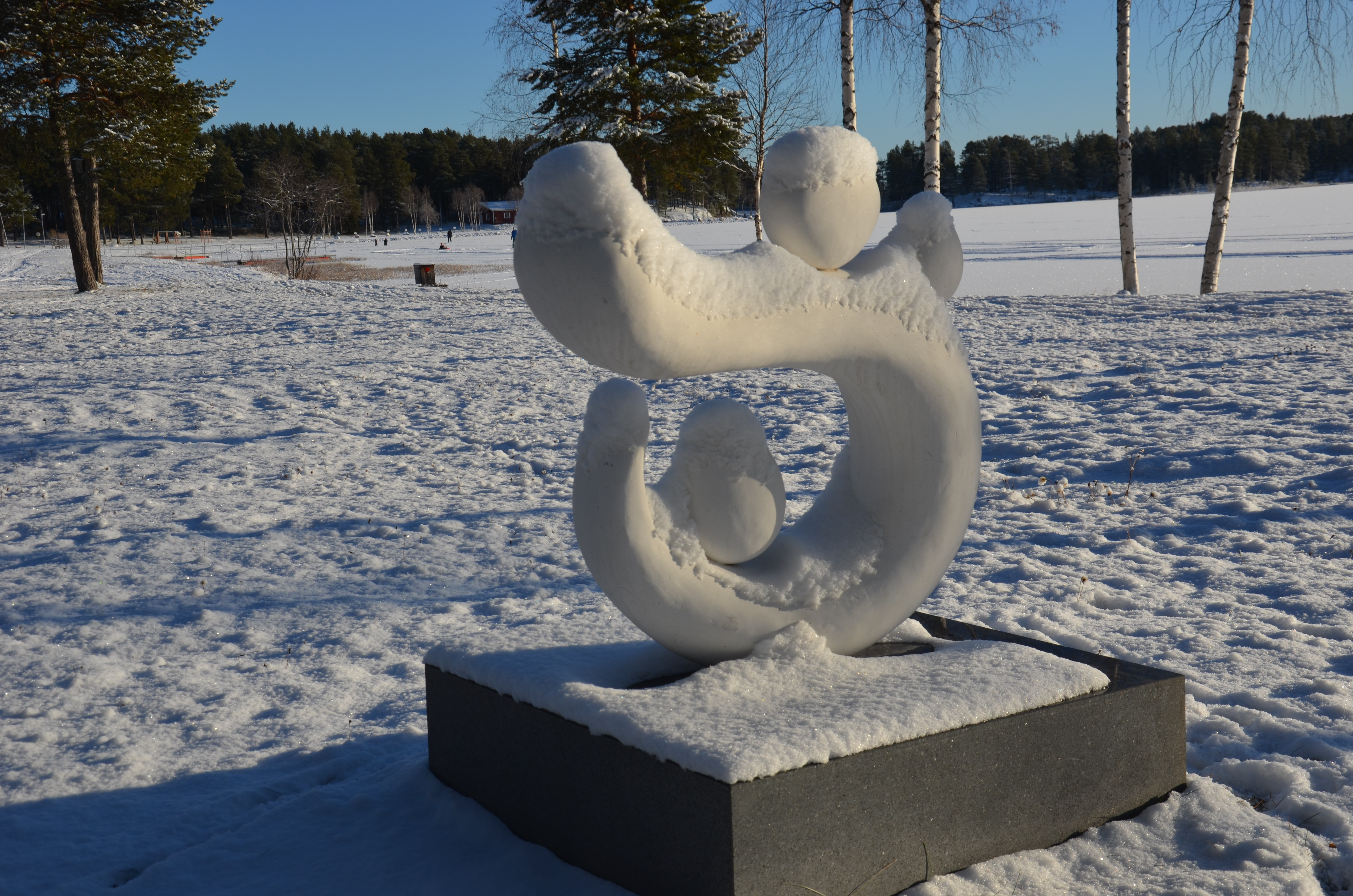
Balanskonstnären i Samiska skulpturparken i Jokkmokk.

- Balanskonstnären/Balaansetjiehpiedäjja, 2005, Samiska skulpturparken i Jokkmokk
- Mor norr, eller Fjällvind, 2011, rostfritt stål och betong, fyra meter högt, i ett bostadsområde i Luleå[5]
- Dagen börjar, 2012, Messingenhuset i Upplands Väsby